# Чеснокова, Ирина Игоревна
Ири́на И́горевна Чесноко́ва (род. 9 февраля 1989, Воронеж, СССР) — российская актриса, комик, ведущая YouTube-шоу «Бар в большом городе», бывшая участница телешоу «Однажды в России» (2014—2017). Играла в Премьер-лиге (2011) и Высшей лиге КВН (2012—2013) в составе команды «Факультет журналистики».

## Биография
Родилась 9 февраля 1989 года в Воронеже. В 2011-м окончила факультет журналистики и факультет романо-германской филологии Воронежского государственного университета. Во время учёбы играла в университетской команде КВН «Мама кошки». На выступлении в Краснодарской лиге КВН познакомилась с санкт-петербургской командой «Факультет журналистики», которые после распада «Мамы кошки» в 2009 году позвали Чеснокову выступать совместно. В 2011 году команда стала вице-чемпионом Премьер-лиги КВН, а в 2012-м — вице-чемпионом Высшей лиги. Также команда выступала в Высшей лиге сезона 2013 года. В том же году команда распалась.
В 2012-м стала ведущей программы «НеБудни-шоу» на «Comedy Radio», а также креативным продюсером и шеф-редактором шоу «Comedy Баттл» на ТНТ. C 2014 по 2017 год была одной из главных актрис юмористического телешоу «Однажды в России» на ТНТ. Премьера выпусков с участием Чесноковой продолжали выходить в 2017 году, однако фактически она покинула ТНТ в августе 2016 года. В 2017-м на «ТВ-3» выходило кулинарное трэвел-шоу «Погоня за вкусом» с участием Чесноковой в качестве ведущей. С того же года стала ведущей собственного интернет-шоу «Бар в большом городе» на YouTube.
Была номинирована на премию «Женщина года 2019» русскоязычной версии журнала Glamour в категории «Прорыв года» за создание шоу «Бар в большом городе».

## Фильмография
| Год       |     | Название          | Роль                |
| --------- | --- | ----------------- | ------------------- |
| 2014      | с   | #Sтуденты         | множество ролей     |
| 2014—2017 | с   | Однажды в России  | множество ролей     |
| 2015      | кор | Portfolio         | Ирина               |
| 2016      | вс  | Хроники параноика | Тамарка-повариха    |
| 2016      | кор | Копия верна       | девушка в машине    |
| 2017—2018 | с   | Гражданский брак  | Марина              |
| 2018      | ф   | Zомбоящик         | девушка на свидании |
| 2018      | кор | Не в форме        | Таня                |
| 2019      | с   | Учителя           | жена Кости          |
| 2019      | вс  | Ничего смешного   | Татьяна Хазанова    |
| 2020      | с   | Идеальная семья   | Майя Дружинина      |